# موزه هفت‌تنان

موزهٔ هفت‌تنان یکی از موزه‌های شهر شیراز است که در محل باغ هفت‌تن تأسیس گردیده‌است.